# Eucalyptus diversicolor
Espèce
Classification phylogénétique
Répartition géographique
Eucalyptus diversicolor, le karri, est une espèce de plantes à fleurs du genre Eucalyptus et de la famille des Myrtaceae. C'est un arbre poussant dans les régions les plus humides du sud de l'Australie occidentale.

## Description
L'arbre peut atteindre 90 mètres de haut et c'est l'un des plus grands eucalyptus. Son écorce blanche ou crème quand elle est jeune devient marron en vieillissant et tombe. Lorsque l'arbre a perdu son écorce, la nouvelle écorce blanche va passer rapidement du blanc au gris et au marron foncé et c'est cette caractéristique qui explique son nom scientifique. Le tronc de l'arbre est un fût unique et l'on ne trouve des branches, chez un arbre adulte, que dans le dernier tiers du tronc.
Les feuilles lancéolées sont vert foncé au-dessus, vert clair au-dessous et mesurent 9 à 12 cm de long sur 2 à 3 de large
Les grappes de fleurs comprennent 7 fleurs de 18 à 28 millimètres de diamètre et qui sont de couleur crème. L'arbre fleurit au printemps et en été et la floraison est stimulée par les feux de forêts.
Les fruits, en forme de court cylindre, mesurent 7 à 10 mm de long pour 10 à 15 mm de large et contiennent de très nombreuses petites graines.

## Habitat
Cet arbre est majoritairement répandu dans les parties aux climats humides du sud ouest australien.
Il est utilisé pour la dureté/solidité de son bois, et ses fleurs sont très appréciées des abeilles.

## Galerie

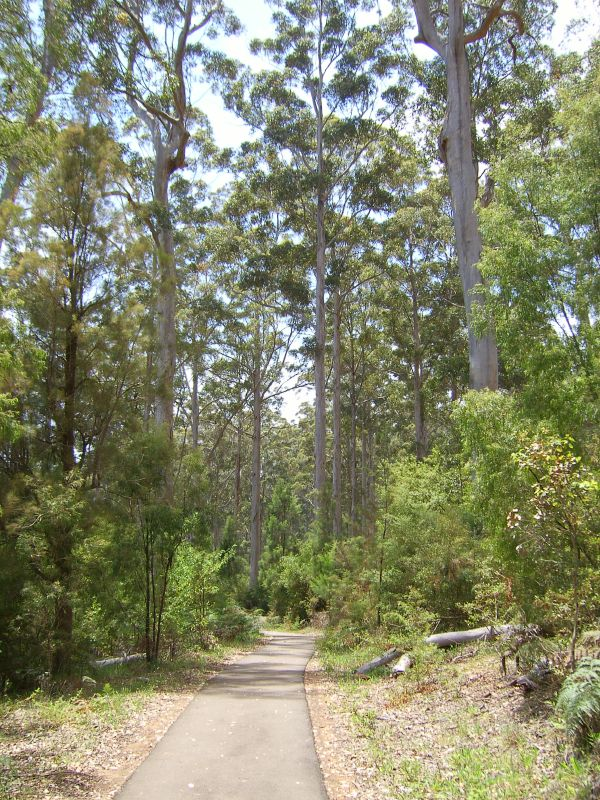
Bois de karri.
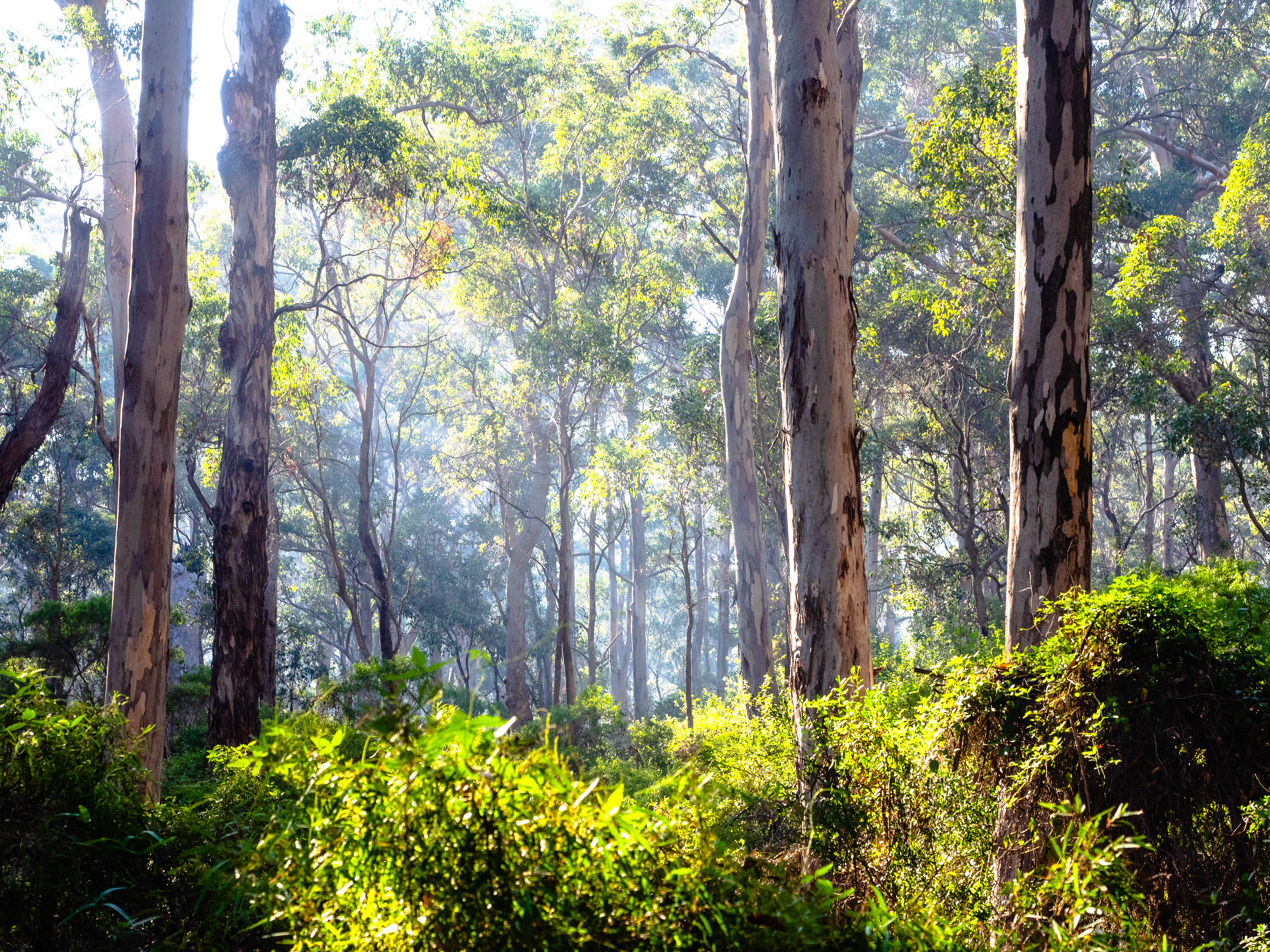
Eucalyptus diversicolor dans la forêt de Boranup, dans le parc national Leeuwin-Naturaliste, en Australie. Mai 2018.